# Лаклан Тернер
Лаклан Тернер (енгл. Lachlan Turner; 11. мај 1987) професионални је аустралијски рагбиста, који тренутно игра за француски Тулон. Један је од најбржих белих рагбиста на свету и добар је шутер. 7 сезона је играо у најјачој лиги на свету, прво за Варатасе, па затим за Редсе. Дебитовао је за Варатасе против Стормерса у Сиднеју. У дебитантској сезони, бриљирао је против Крусејдерса, када је направио соло продор и постигао есеј, надмудривши чак 7 одбрамбених играча. 2008. постигао је 2 есеја у финалу супер рагби лиге, али то није било довољно да се избегне пораз од Крусејдерса. Од 2007. до 2011. везао је невероватних 67 одиграних утакмица у најјачој лиги на свету. За "валабисе" је дебитовао против Француске у Бризбејну 5. јула 2008. 15. септембра је истрчао 11.10 с на 100 м.